# 配達されたい私たち
『配達されたい私たち』（はいたつされたいわたしたち）は一色伸幸による日本の小説である。2008年10月30日に小学館から刊行され、2013年3月23日に角川文庫版が発売され、2013年5月に一色自身の脚本によりWOWOWの連続ドラマWでテレビドラマ化されている。

## 書籍情報
- 単行本：小学館、2008年10月30日、ISBN 978-4-09-386231-8
- 文庫：角川文庫、2013年3月23日、ISBN 978-4-04-100788-4

## テレビドラマ
原作者一色伸幸の脚本で、2013年5月12日から6月9日までWOWOWの連続ドラマWで全5話が放送されている。出会いと別れ、再生をテーマに涙とユーモアにあふれる異色のヒューマンコメディである。

### ストーリー
32歳の澤野始はうつ病を患い働く気力も無く、家族との関係もうまく行かないが、ある日自殺しようと訪れた映画館の廃屋で、7年前に捨てられたと思われる7通の手紙を拾う。これをすべて配り終えたら本当に死のうと考えて配達を始め、行く先々で泣き笑いする様々な人間ドラマを描いている。

### キャスト
- 澤野始 - 塚本高史
- 岡江有 - 栗山千明
- 澤野正美（始の妻） - 長谷川京子
- 井阪 - 堀部圭亮
- 軍艦 - 柄本佑
- 澤野輝（始の息子）- 須田瑛斗
- 始の父 - 西岡德馬
- 岡江ミソノ - 有森也実
- 鶴我耕作 - 榊英雄
- 藤田弓子
- 柳家喬太郎
- 有の父 - 大和田獏
- 国城幸喜 - 石黒賢
- 長谷部功 - 佐藤二朗
- 加納笑子 - 黒谷友香
- 橋下理津 - 京野ことみ
- 海東健
- 猪狩春晃 - 大地康雄
- 中谷晋 - 中尾明慶
- 飯干光太郎 - 柳下大
- 中村育二
- 根岸季衣
- 所はるか - 田畑智子
- 近藤芳正
- 磯辺直也 - 一色洋平
- 古村比呂
- 幸奈の母 - 木野花

### スタッフ
- 原作・脚本 - 一色伸幸『配達されたい私たち』（角川文庫）
- 監督 - 古厩智之、小林聖太郎
- 音楽 - 妹尾武
- 主題歌 - 佐野元春「虹をつかむ人」（Daisy Music）

### ストーリー
第1話 - 澤野始は家族を見た
- 理容店を営む岡江有へ届けた手紙は、有の母親と駆け落ちをした鶴我耕作からの手紙だった。

第2話 - 澤野始は夢を見た
- 元有名マラソンランナーの国城幸喜は、自分を撮り続けていたカメラマンの長谷部功からの手紙を読み気力を取り戻していく。

第3話 - 澤野始は友を見た
- 加納笑子と橋下理津は共に沖縄でダイビングを楽しみ親友になるも7年前に音信が途絶えていたが、笑子は届いた手紙で理律が深刻な病気と知る。

第4話 - 澤野始は父を見た
- 元教師の猪狩春晃へ届けた手紙は、自分が盗みを犯しながら同級生の中谷晋に罪を被せてしまった飯干光太郎の告白が綴られていた。

第5話 - 澤野始は言葉を見た
- 平凡な主婦の所はるかへ届けた手紙は、以前にその生い立ちを知って恋をした死刑囚の磯辺からであった。

### 関連商品
シナリオ本
『月刊ドラマ』2013年6月号（映人社） - 一色伸幸インタビューと第1話の脚本を収録。
| WOWOW 連続ドラマW                                                                                 | WOWOW 連続ドラマW                           | WOWOW 連続ドラマW                  |
| 前番組                                                                                            | 番組名                                      | 次番組                             |
| ------------------------------------------------------------------------------------------------- | ------------------------------------------- | ---------------------------------- |
| レディ・ジョーカー (2013.3.3 - 2013.4.14)ソドムの林檎〜ロトを殺した娘たち (2013.3.23 - 2013.4.13) | 配達されたい私たち （2013.5.12 - 2013.6.9） | 震える牛 （2013.6.16 - 2013.7.14） |

## 舞台
2015年10月27日から11月1日にかけて中野ザ･ポケットを会場にT’s project（ティーズプロジェクト）の主催で舞台化された。主演の一色洋平は、原作者の一色伸幸の息子である。原作とはラストが異なる。

### キャスト（舞台）
- 澤野始 - 一色洋平[3][4]
- 加納幸和
- 広瀬彰勇
- 宮崎恵治
- 飯野めぐみ
- 永峰あや
- 宮ゆい
- 麻乃佳世

### スタッフ（舞台）
- 原作：一色伸幸
- 演出脚本：野坂実
- 美術：仁平祐也
- 照明：松本永
- 音響：遠藤宏志
- 舞台監督：赤坂有紀子
- 制作：豊城礼
- 音楽：永山尚太
- 広告デザイン：筒井健介
- プロデューサー：横井克裕